# Maxell
Maxell Holdings, Ltd. (jap. マクセルホールディングス株式会社 Makuseru Kabushiki-gaisha) – japońskie przedsiębiorstwo elektroniczne. Zostało założone w 1960 roku, a swoją siedzibę ma w Tokio.

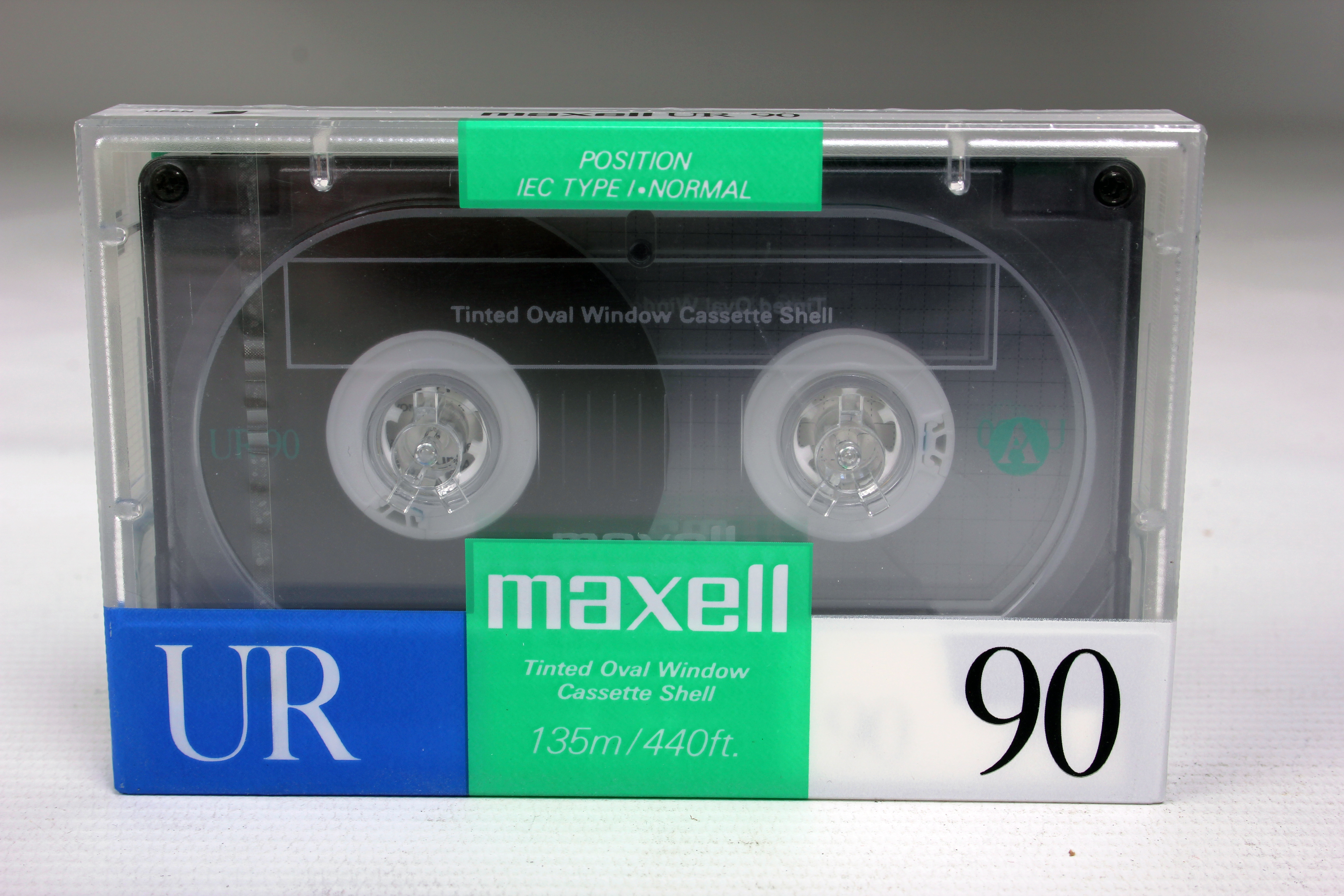
Kaseta magnetofonowa Maxell

Oferta przedsiębiorstwa obejmuje baterie, nośniki danych, elementy optyczne, taśmy samoprzylepne, atramenty, folie, soczewki i urządzenia wyświetlające.